# Zaretis strigosus
Zaretis strigosus är en fjärilsart som beskrevs av Gmelin 1788/91. Zaretis strigosus ingår i släktet Zaretis och familjen praktfjärilar. Inga underarter finns listade i Catalogue of Life.